# جيمس كنعان
جيمس كنعان (بالإنجليزية: James Kenan) هو سياسي أمريكي، ولد في 1740، وتوفي في 1810. انتخب عضو مجلس ولاية كارولاينا الشمالية.